# 大报

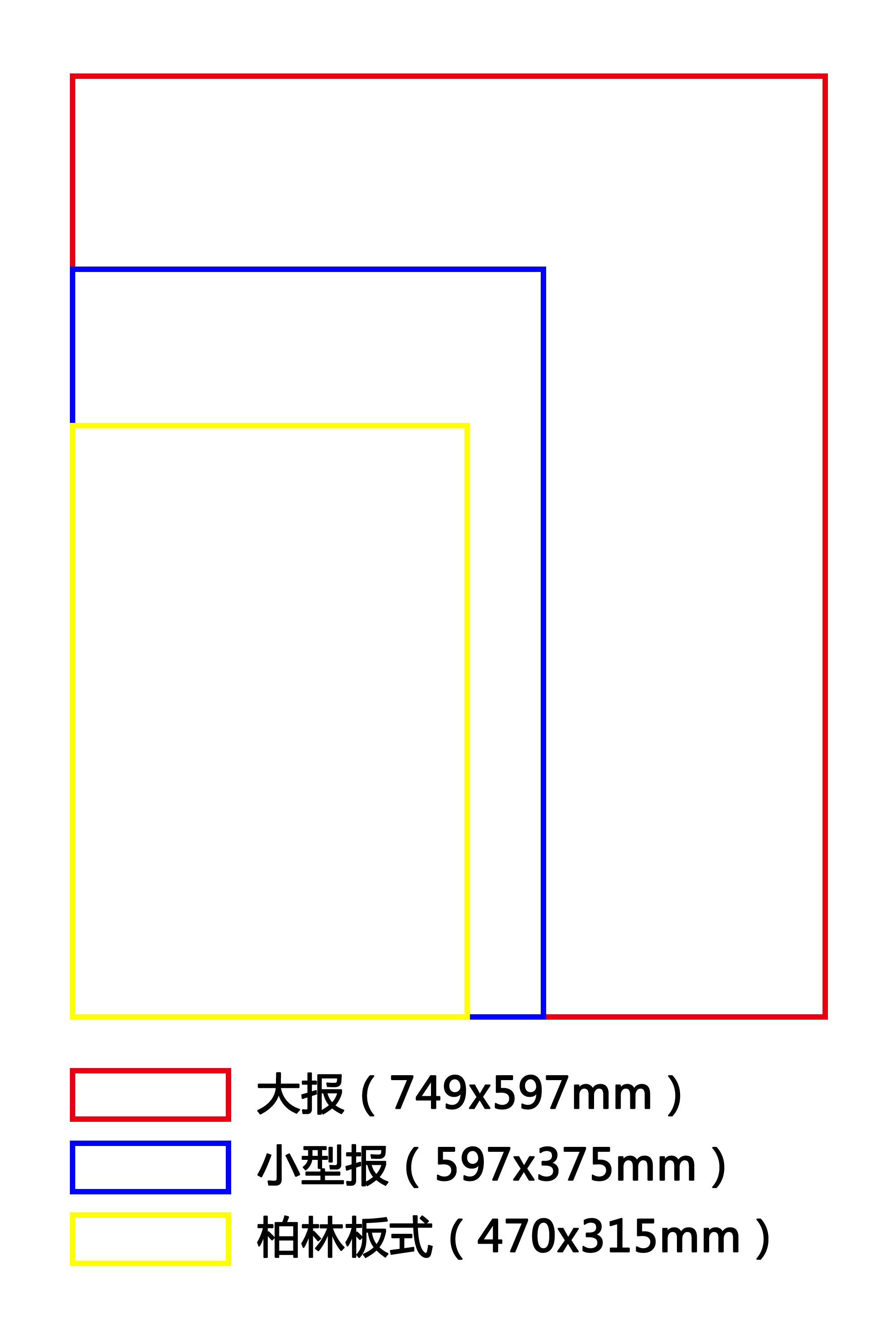
大报、小型报和柏林版式的比较

大报（英語：Broadsheet）是各类报刊尺寸中最大的一种形式，为规范长度的纵向版式（通常在559毫米以上）。这个词源于15到18世纪在欧洲以及新大陆大街上出售的一种便宜的图文结合的单面印刷物（Popular prints）。大报形式的印刷品通常为一个宽版纸张，包含有从叙事到政治讽刺的各种内容在街头发售。世界上第一份大报是荷兰的《Courante uyt Italien, Duytslandt, &c.》，于1618年出版。
其它的报刊形式还包括柏林版式、小型报等版面。

## 版式
多数大报的尺寸为每幅749x597毫米，相当于两个小报的尺寸。澳洲及新西兰的大报的尺寸通常为A1格式，即841x594毫米。
美国大报头版的半页，其传统的尺寸即达到381x578毫米。然而为了节约成本，许多美国报刊（包括《华尔街日报》海外版）的页面已逐渐精简到305×578毫米的折叠尺寸。
大报的两种版本为：
- 全版大报，全版大报通常为垂直对半折叠，使版面成为4页（头版的正、反页及背版的正、反页）。这4页可展开阅读，嵌套的内页亦相应如此。
- 半版大报，半版大报通常为不折叠的内页，只包含正面及反面。

在极少数的情况下，一份完整的报刊可以由两页的半版大报或四页的全版大报组成。由商家自行制作包含有广告内容并夹带在大报里的传单通常也采用相同的格式尺寸。
大报通常需要再横向对折，以适应报摊的展示空间，而这种对折并会不影响页码排列及垂直的内容版式，最重要的新闻报道会被展示在折页朝上的页面。与此相反的小报则通常不会再作横向折叠（尽管小报通常都有同一大版折成的4页）。
历史上，在1712年英国开始根据报刊页数征收税款后，大报的形式得以广泛应用。而大版面的格式此前便一直在印刷业中使用，主要在英国以外的地方，以各自的风格和权限发展，与英国的税收结构无关。
大报的出现，成为此后新闻传播中最受欢迎的印刷格式。

## 历史
大报或宽版纸出现的初衷，是为皇室发布檄文、决议或官方公告。后来人们开始利用大报作为政治行动中演讲辞或吟游诗人所作的民谣、叙事诗的载体。当时大报的主要竞争源于19世纪30年代政府对于其它报刊的税率逐渐下调，并于1855年最终废除。
随着报纸产量和人们阅读能力的提高，记者和视觉效果的混合需求致使了现代型大报的创立。

## 印刷
现代印刷设备最多可以每版印刷8页的宽版连页（4个正页及4个反页），大报在这个过程中被裁成两半。因此使用的新闻纸需要定义为能打印4个正页的宽度。
随着广播、有线电视及互联网等媒体的竞争，报刊的利润空间在不断缩小。为此报刊界正在寻求规范新闻纸的尺寸。早期的大报最初采用50英寸的新闻纸，《华尔街日报》则采用60英寸的新闻纸印刷其15英寸宽的页面，然而，48英寸的新闻纸正在迅速成为美国的最佳标准。较小的报纸也具备更容易为读者所处理的优势。

## 内容
在一些国家，尤其是澳大利亚、加拿大、英国和美国等，大报通常被认为拥有比小报更为深刻、严肃的写作方式，会利用其宽大的版面对事件进行深入探究，而对煽情文笔及名人材料则刊载较少，因此也被称为“质报”。这个区别在头版最为明显：小报通常刊登为一个大字标题主导的一个单独的新闻内容，而大报则允许刊登两个或更多的新闻内容，最为重要的则刊登在头版头条。在其它国家，例如西班牙，其普遍的报刊形式为小型版面，但流行的、耸人听闻的新闻难以在此生根，因而小报亦不含这样的内容。
另一方面，在中欧的许多国家，一些报刊例如德国的《图片报》，是以性、犯罪、戰爭等庸俗的小报内容為主的報紙，但却使用大报的版式。

## 中国大报
在中国大陆，机关报多为大报，流通量比较大的有《人民日报》、《广州日报》、《南方日报》等。另外中国大陆的少数晚报（都市报）也是以大报形式出版，代表报纸有《成都晚报》（曾为机关报）、《成都商报》、《重庆晚报》、《华商报》、《华西都市报》、《合肥晚报》（曾为机关报）、《西安晚报》（曾为机关报）、《羊城晚报》等。此前《新快报》等晚报（都市报）亦采用大报形式出版，现已改为小报。

## 参看
- 小型报